# Old Boys Club
Der Old Boys Club ist ein Sportverein aus der uruguayischen Hauptstadt Montevideo, der hauptsächlich für seine Rugby-Abteilung bekannt ist.
Der 1916 gegründete Verein hatte seine erfolgreichste Zeit in den 1950er und 1960er Jahren. In diesem Zeitraum konnte er zwölf seiner insgesamt bislang 13 uruguayischen Meistertitel erringen. Der bislang letzte Erfolg in dieser Hinsicht datiert aus dem Jahre 1975. Die Old Boys spielen in der Saison 2010/11 unter Leitung des Trainers Cesar Cat in der höchsten uruguayischen Spielklasse, der Primera División. Präsident des Clubs ist Santiago Cat.

## Erfolge
- Uruguayischer Meister (13): 1950, 1952, 1956, 1957, 1959, 1962, 1963, 1964, 1965, 1967, 1968, 1969 und 1975
- Uruguayischer U-19 Meister: 2007
- Uruguayischer U-18 Meister: 2004
- Uruguayischer U-17 Meister: 2003

## Weitere Sportarten im Verein
Neben der Rugbyabteilung beheimatet der Verein auch Abteilungen in den Sportarten Fußball, Hockey, Squash, Tennis, Turnen und Boxen. Die Fußballabteilung verfügt dabei neben der 1. Mannschaft auch noch über eine Alt-Herren-Auswahl und jeweils ein U-20- bzw. U-18-Team.